# Bamnet Narong (huyện)
Bamnet Narong (tiếng Thái: บำเหน็จณรงค์) là một huyện (‘‘amphoe’’)  ở tây nam tỉnh Chaiyaphum, đông bắc Thái Lan.

## Lịch sử
Trong thời kỳ trị vì của vua Rama II thuộc Rattanakosin, khu vực Bamnet Narong là một thị xã vùng biên có tên Dan Chuan (ด่านชวน). Do vị trí chiến lược của khu vực, vua Nangklao (Rama III) đã ra lệnh một người lính tốt từ Mueang Khukhan  làm trưởng thị xã. Năm 1826, khi vua Anouvong của Lan Xang đưa quân đến Xiêm. Tại Nakhon Ratchasima, trưởng Dan Chuan đã lãnh đạo quân đánh lại quân Lào. Do sự dũng cảm của ông, vua Rama III đã thăng cấp lãnh đạo Dan Chuan là Phra Ritthi Rue Chai (พระฤทธิฤาชัย) và nâng Dan Chuan thành Mueang Bamnet Narong, thuộc Mueang Nakhon Ratchasima.
Năm 1897, vua Chulalongkorn đã hạ bậc của Bamnet Narong thành huyện của tỉnh Chaiyaphum. Huyện này lại bị hạ cấp thành tambon  Ban Chuan của Chatturat năm 1903. Sau đó tambon này lại được nâng thành tiểu huyện Bamnet Narong (King Amphoe) năm 1905. Tiểu huyện này đã được đổi tên thành Ban Chuan theo tambon trung tâm và được đổi tên lại như cũ năm 1939. Đơn vị này đã thành huyện ngày 24 tháng 6 năm 1956.

## Địa lý
Các huyện giáp ranh là (từ phía tây theo chiều kim đồng hồ) Thep Sathit, Sap Yai, Chatturat of Chaiyaphum Province, Dan Khun Thot và Thepharak của tỉnh Nakhon Ratchasima.

## Hành chính
Huyện này được chia thành 7 phó huyện (tambon), các đơn vị này lại được chia thành 88 làng (muban). Có hai thị trấn (thesaban tambon) trong huyện này - Bamnet Narong nằm trên một phần của tambon Ban Chuan, và một số khu vực Ban Phet Phu Khiao của tambon Ban Phet. Ngoài ra có 7 Tổ chức hành chính tambon (TAO).
| 1. | Ban Chuan           | บ้านชวน      |  |
| 2. | Ban Phet            | บ้านเพชร     |  |
| 3. | Ban Tan             | บ้านตาล      |  |
| 4. | Hua Thale           | หัวทะเล      |  |
| 5. | Khok Roeng Rom      | โคกเริงรมย์   |  |
| 6. | Ko Manao            | เกาะมะนาว   |  |
| 7. | Khok Phet Phatthana | โคกเพชรพัฒนา |  |